# Ludwig Friedrich Griesinger
Ludwig Friedrich Griesinger (* 2. Juni 1767 in Stuttgart; † 22. Februar 1845 ebenda) war ein württembergischer Jurist, Politiker und Publizist.

## Leben
Ludwig Friedrich Griesinger war der ältere Bruder des Diplomaten und Schriftstellers Georg August von Griesinger (1769–1845). Im Alter von 15 Jahren verlor er seinen Vater Georg Christoph Griesinger (1734/35–1782), der Regierungsrat und Stadtoberamtmann in Stuttgart gewesen war. Daraufhin übernahm seine energische Mutter Louise Dorothea, geb. Beutel von Leonberg die Erziehung von Ludwig Friedrich und seinen acht Geschwistern. Ein älterer Bruder von Ludwig Friedrich studierte damals schon, so dass dieser als der älteste zu Hause gebliebene Sohn seiner Mutter bei der Erziehung der kleineren Geschwister zur Seite stehen musste. Sein Bruder, später sächsischer Legationsrat, schrieb von ihm: „Mein Bruder Ludwig war von Jugend an ein selbständiger, mehr fester als weicher Charakter; er betrieb seine Studien mit Ernst, lernte gut Latein und wusste im hohen Alter seinen Horaz (besonders die Ars poetica) auswendig“.
Im Alter von 17 Jahren bezog Griesinger die Universität Tübingen, um Rechtswissenschaft zu studieren, und hörte insbesondere die Professoren Hofacker, Maier und Gmelin. Das Positive zog ihn mehr an als metaphysische Spekulationen; auf sogenannte „elegante Jurisprudenz“ legte er großen Wert. Nach vollendeten Studien machte er 1797 als Begleiter des Geheimrats Immanuel von Rieger eine Reise nach London und kehrte von dort über Berlin, Leipzig, Wien und Italien in seine Heimat zurück. Italien besuchte er später nochmals in Gesellschaft des Buchhändlers Cotta.
Griesinger hatte sich vor allem dem Zivilrecht zugewandt. Er trat als Schriftsteller schon zeitig hervor und zeichnete sich als solcher nicht nur durch Scharfsinn, sondern durch eine ausgedehnte Kenntnis der einschlägigen Literatur des In- und Auslandes aus. Schon seine erste Schrift, die Übersetzung eines in Deutschland seltenen Buches von Rapolla, das er in der öffentlichen Bibliothek von Stuttgart vorfand, zeigte in den beigegebenen Anmerkungen eine seltene Belesenheit in der zivilistischen Literatur, namentlich des 16. und 17. Jahrhunderts. Auch gelehrte Liebhabereien verfolgte er mit einem großen Apparat an Gelehrsamkeit. So schrieb er ein dickes Buch über das Lichtrecht (servitus luminum). Dieses Werk, das mehr ein literarisches Kuriosum ist, verdankte seine Entstehung der zweiten Reise des Verfassers nach Italien, wo er durch den Bau der Wohnungen und das heiße Klima auf die jedenfalls neue Idee eines Schattenrechts gebracht wurde.
Griesinger wurde Rechtsanwalt in Stuttgart und besaß bald eine ansehnliche Praxis. Bei persönlichem Interesse vermochte er auch als Rechtsvertreter zweifelhafter Ansprüche Prozesse zu gewinnen. Diese Tätigkeit führte ihn häufig auf das deutsche Zivilrecht. Oft ließ sich hier aber weder aus dem römischen Recht noch aus den geltenden Resten des germanischen Rechts eine Entscheidung gewinnen. Dieser Umstand führte ihn dazu, hier selbst Hand anzulegen, und so entstand sein Hauptwerk Kommentar über das herzoglich württembergische Landrecht (10 Bände, 1793–1808). Der Vorrede zufolge schrieb er dieses Werk auch für juristische Laien. Praktisch erwies sich das Werk als brauchbar, besonders durch die vollständige Literatur, die er zu jedem Paragraphen zu geben bemüht war. Nach dem Titel des ersten Bandes gab er das Buch nur in Kommission; dies soll ihm eine beträchtliche Summe abgeworfen haben. Am ausführlichsten von allen Rechtsmaterien ist das Erbrecht in den zwei letzten Bänden bearbeitet. Nach Vollendung dieses Werks erlangte er 1808 aufgrund seiner bisher veröffentlichten Schriften den Doktorgrad bei der juristischen Fakultät in Tübingen.
Als Rechtsgelehrter hielt Griesinger nur das juristische Denken für die Hauptsache, indem er religiöse und sittliche Momente zurückwies. Einen starren, einseitigen Rechtssinn zeigte er denn auch in seiner ständischen Laufbahn. Einzelne scheinbar auffallende Entschlüsse und Schriften sind hieraus zu erklären. Er vertrat in der württembergischen Ständeversammlung 1815 den Oberamtsbezirk von Stuttgart. Anfangs mit der Majorität, die sich gegen die von König Friedrich oktroyierte Verfassung aussprach, trat er noch im gleichen Jahr zur Regierungspartei über, als er die Überzeugung gewann, dass es für das Land besser sein würde, die neue Verfassung anzunehmen als an der alten festzuhalten. Er blieb fest bei der Regierungspartei, ohne sich ihr völlig unterzuordnen.
In dem Landtag von 1819 wurde Griesinger nicht gewählt, weil er sich bei der großen Menge unpopulär gemacht hatte. Jedoch hatte seine Uneigennützigkeit ihm die Achtung der Verständigeren erhalten, und er trat schon 1820 erneut als Abgeordneter des Oberamtes Stuttgart auf. Auf diesem ersten verfassungsmäßigen Landtag sprach er für Friedrich List, den später berühmt gewordenen Nationalökonomen, als die Regierung gegen diesen wegen einer von ihm verbreiteten Adresse eine Kriminaluntersuchung einleiten wollte. Auch als Mitglied der von der Kammer eingesetzten Organisationskommission war er gegen die Ansicht der Regierung zur Aufhebung der privilegierten Gerichtsstände. Er verfolgte also seine eigene Bahn und ließ sich in seinem Urteil nur von seinem strengen Rechtssinn leiten. Da er nie auch nur einen Bruchteil seiner Anschauungen im Interesse des Ganzen opferte, konnte er sich keiner Partei frei anschließen. Unter diesen Umständen wurden manche seiner Ansichten einseitig. Es war von ihm konsequent, wenn er früher gegen die viele Schreiberei und ihre Missbräuche kämpfte, und daher auch keinen Beamtenstaat wollte. Wenn er aber gegen neue Organisationen war, weil sie den Staat mit einer Anzahl neuer Beamten erfüllten und demgemäß das Budget belasteten, oder wenn er 1824 sich deshalb gegen das Kreissystem erklärte, weil dadurch das Vielregieren erleichtert werde, so war dies vorwiegend ein doktrinärer Standpunkt, dem der praktische staatsmännische Blick fehlte. Die parlamentarische Tätigkeit sagte ihm bei seinem schroffen juristischen Denken nicht zu, und er gab sie 1827 ganz auf, um nur noch sich selbst und der Wissenschaft zu leben.
Die Anzahl von Griesingers Freunden war nicht sehr groß. Obgleich er gemäß seiner Orientierung für einen akademischen Lehrstuhl gepasst hätte, so schlug er die Universitätskarriere doch nicht ein, weil er die Abhängigkeit als Beamter nicht mochte. Er bewarb sich in seinem ganzen Leben um kein Amt, weil er die unabhängige Stellung des Advokaten, in der er auch zum Studieren Muße fand, jedem Dienstzwang vorzog. Die Achtung der gelehrten Welt besaß er aber als Fachmann in hohem Grad. Einer Anekdote zufolge wollte ihn der Minister Spittler einmal durchaus auf einen juridischen Lehrstuhl in Tübingen holen und brachte ihm selbst zu seiner Überraschung ein schon ausgefertigtes Dekret ins Haus, konnte ihn aber trotz mehrstündigen Zuredens nicht zum Verzicht auf seine Unabhängigkeit bewegen, weshalb die Ernennung vor ihrer Publikation zurückgezogen wurde. Für seine früheren Lehrer in Tübingen und die Universität bewies er aber eine große Anhänglichkeit und Pietät. So setzte er zwecks einer bleibenden Familienstiftung (für studierende Söhne und in die Ehe tretende Töchter) die Universität Tübingen zur Universalerbin seines beträchtlichen Vermögens ein, das er durch seine Tätigkeit als Anwalt und Schriftsteller verdient hatte. Ferner überließ er der Universität auch seine vor allem aus juristischen Werken bestehende Bibliothek.
Außer seiner Fachwissenschaft interessierten Griesinger die schönen Künste, insbesondere die Musik; auch war er ein Naturfreund. In den letzten 30 Lebensjahren kränkelte er, da er oft an Podagra litt, und brachte deshalb fast jeden Sommer einige Monate in Baden-Baden zu. Er blieb unverheiratet und starb am 22. Februar 1845 im Alter von 77 Jahren in Stuttgart. Außer der zur Universalerbin bestimmten Hochschule Tübingen setzte er in seinem Testament auch ansehnliche Legate für Verwandte, für das Bürgerhospital und für das Katharinenspital seiner Vaterstadt aus.

## Werke
- Der Rechtsgelehrte oder die Art und Weise, wie das Zivilrecht richtig erlernt und erklärt wird. Eine Abhandlung in zwei Büchern des Franz Rapolla, königlicher Kammerpräsident zu Neapel. Aus dem Lateinischen übersetzt, mit Vorrede und mehreren Anmerkungen begleitet, Stuttgart 1792
- Theoretischer Beweis, dass das Anwachsungsrecht bei der Personaldienstbarkeit des Usus stattfinden könne. Ein neuer Lehrsatz für Theorie und Praxis des Zivilrechts, Stuttgart 1792
- Von der Verbindlichkeit der Verträge nach allgemeinen Grundsätzen und besonders nach dem württembergischen Recht, Tübingen 1793
- Kommentar über das herzoglich württembergische Landrecht, Frankfurt und Leipzig 1793–1808; 1830 erschien dazu ein alphabetisches Register
- Geschichte und Theorie der Suität, Stuttgart 1807
- Drei Vorträge des Repräsentanten des Stuttgarter Oberamtsbezirks, Konsul Dr. Griesinger, über das königliche Reskript vom 13. November, gehalten in der Ständeversammlung (in der obengenannten Verfassungsfrage), Frankfurt und Leipzig 1815
- De servitute luminum et ne luminibus officiatur, cum duplice appendice de servitute prospectus et fenestrae, Leipzig 1819
- Bemerkungen gegen den Vortrag des Herrn Justizministers Freiherrn von Maucler in der Kammer der Abgeordneten am 23. Februar 1821, Stuttgart 1821
- Über die Justizorganisation der neueren Zeit, über Untersuchungs- und Verhandlungsmaxime und über die Vorzüge der königlich preußischen vor der neuesten königlich württembergischen Justizeinrichtung, Tübingen 1820
- Der Büchernachdruck, aus dem Gesichtspunkte des Rechts, der Moral und der Politik betrachtet, Stuttgart 1822 (eigentlich eine im Juni 1822 gehaltene Rede in der württembergischen Ständeversammlung, in der er den Büchernachdruck verteidigte)
- Über den rechtlichen Wert der Lehensobservanzen, über die Rechtsregel: femina semel exclusa semper exclusa; über Samtbelehnung und über einen merkwürdigen 31-jährigen, noch nicht beendeten Lehensprozess, Stuttgart 1825

Griesinger setzte auch nach dem Tod von August Friedrich Wilhelm Danz dessen Handbuch des heutigen deutschen Privatrechts fort und schrieb dazu den neunten und zehnten Band (Stuttgart 1822–23).